# Biars-sur-Cère
Biars-sur-Cère is een gemeente in het Franse departement Lot (regio Occitanie). De gemeente telde 1.968 inwoners op 1 januari 2022. De plaats maakt deel uit van het arrondissement Figeac.
Andros, moederbedrijf van Bonne Maman, producent van confiture, werd hier opgericht in 1959 en heeft haar zetel in de gemeente.

## Geografie
De oppervlakte van Biars-sur-Cère bedroeg op 1 januari 2022 3,63 vierkante kilometer; de bevolkingsdichtheid was toen 542,1 inwoners per km².
De gemeente ligt in de vallei van de Cère, een zijrivier van de Dordogne.
De onderstaande kaart toont de ligging van Biars-sur-Cère met de belangrijkste infrastructuur en aangrenzende gemeenten.

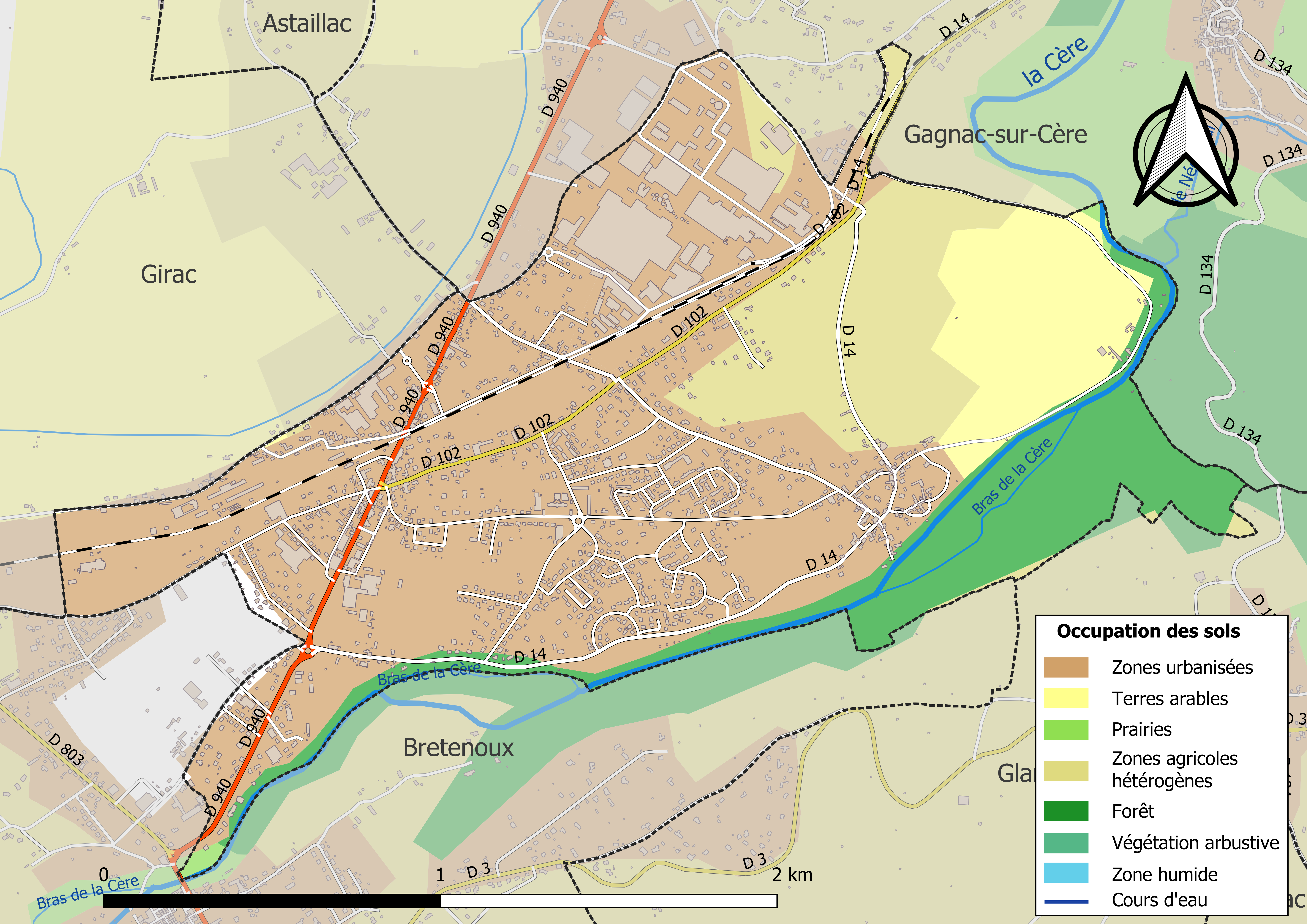

## Verkeer
In de gemeente ligt het spoorwegstation Bretenoux-Biars.

## Demografie
De gemeente was in 2020 een van de weinige in het departement met een bevolking die groeit.
Onderstaande figuur toont het verloop van het inwonertal (bron: INSEE-tellingen).